# Gorf
Gorf (Galactic Orbiting Robot Force) is een arcadespel uit 1981, ontwikkeld door Dave Nutting Associates en uitgebracht door Midway. Later kwam het spel beschikbaar voor de Atari 2600, Atari 5200, Atari 8 bit-familie, ColecoVision, Commodore 64 en de Commodore VIC-20. Het spel was een van de eerste spellen dat gebruik maakte van gesynthetiseerde spraak.

## Missies
Het spel bevat vijf verschillende missies:
1. Astro Battles: remake van Space Invaders verrijkt met kleuren.
2. Laser Attack: stop een aanval met behulp van een laser.
3. Galaxians: deze missie is een clone van het spel Galaxian.
4. Space Warp: deze missie lijkt op het spel Tempest.
5. Flag Ship: vernietig het vlaggenschip die bommen op de speler probeert te gooien.

Als alle missies zijn gehaald stijgt de speler in rang en begint het spel van voor af aan maar dan een stap moeilijker. De speler kan in totaal de volgende rangen behalen: Space Cadet, Space Captain, Ruimte kolonel, Ruimte Algemeen, Space Warrior en Space Avenger.
Vanwege auteursrechtelijke kwesties bevatten sommige platforms niet de Galaxians-missie.

## Platforms
| Jaar | Platform                               |
| ---- | -------------------------------------- |
| 1981 | Arcade                                 |
| 1982 | Atari 2600, Atari 8-bit, VIC-20        |
| 1983 | Atari 5200, ColecoVision, Commodore 64 |

## Ontvangst
| Beoordeeld door                         | Platform     | Datum            | Score |
| --------------------------------------- | ------------ | ---------------- | ----- |
| Tilt                                    | Atari 2600   | juli 1983        | 83%   |
| Digital Press - Classic Video Games     | ColecoVision | 29 januari 2007  | 80%   |
| TeleMatch                               | ColecoVision | december 1983    | 60%   |
| Atari Gamer - XL-XE Game Review Edition | Atari 8-bit  | december 2013    | 60%   |
| All Game Guide                          | Commodore 64 | 1998             | 50%   |
| The Video Game Critic                   | Atari 2600   | 26 februari 2002 | 50%   |
| All Game Guide                          | Atari 2600   | 1998             | 50%   |
| TeleMatch                               | Atari 2600   | juli 1983        | 40%   |
| Digital Press - Classic Video Games     | Atari 5200   | 10 december 2003 | 30%   |
| The Video Game Critic                   | Atari 5200   | 5 mei 2001       | 0%    |

## Trivia
- Gorf is het omgekeerde van Frog, het Engelse woord voor kikker, dat de bijnaam was van Jamie Fenton, de ontwerper van het spel.
- Het spel is opgenomen in het boek 1001 Video Games You Must Play Before You Die van Tony Mott.